# Mürsəl
Mürsəl è un comune dell'Azerbaigian situato nel distretto di Ağdaş. Conta una popolazione di 1 322 abitanti.